# Ingrid Silva

Ingrid Silva (nascida em 1988/89) é uma bailarina brasileira que atualmente se apresenta no Dance Theatre of Harlem em Nova York.

## Vida pregressa
Silva nasceu e cresceu no Rio de Janeiro, filho de pai que serviu na Aeronáutica e mãe empregada doméstica. Aos 8 anos iniciou o balé por meio de um programa comunitário chamado Dançando Para Não Dançar no morro da Mangueira, posteriormente entrou na prestigiada Escola de Dança Maria Olenewa. Conseguiu entrar no Ballet do Theatro Municipal do Rio de Janeiro, e estudou com Deborah Colker e Pedro Pederneiras.

## Carreira
Aos 17 anos, Silva tornou-se aprendiz do Grupo Corpo. Em 2008, aos 18 anos, Silva mudou-se para Nova York porque havia poucas oportunidades para dançarinos negros no Brasil. Pouco depois de sua chegada, o fundador do Dance Theatre of Harlem, Arthur Mitchell, a convidou para ingressar no DTH Ensemble, a companhia júnior que se apresentou quando a companhia principal foi dissolvida. Em 2012, quando a empresa principal foi reintegrada, Silva ingressou definitivamente na empresa.
Silva pediu maior diversidade no balé. Em aparição no The Today Show, Silva lembrou que precisa colorir as sapatilhas de ponta, processo conhecido como “pancaking”, já que a maioria das marcas oferece apenas opções de tonalidades claras. Em 2020, ela apareceu em uma propaganda da Nike celebrando o Mês da História Negra, narrada por Serena Williams. Mais tarde naquele ano, Silva dançou The Swan na arrecadação de fundos de Misty Copeland, Spwans for Relief, uma resposta ao impacto da pandemia de coronavírus COVID-19 na comunidade de dança, com fundos indo para companhias de dançarinos participantes e outros fundos de ajuda relacionados.
Fora do balé, Silva foi cofundadora da EmpowHerNY, plataforma com diversas mulheres para assumir o controle de sua conta no Instagram.

## Vida pessoal
Em novembro de 2020, Silva deu à luz sua filha.